# 米凯莱·弗兰吉利
米凯莱·弗兰吉利（義大利語：Michele Frangilli，1976年5月1日—），意大利男子射箭运动员。身高1.81米。他曾在2012年夏季奥林匹克运动会射箭比赛中的男子团体赛获得金牌。他随同意大利队参加多次奥林匹克运动会，分别获得一枚金牌，一枚银牌和一枚铜牌。此外他在各种项目种多次获得多曲弓世界冠军。他是至今为止唯一一名获得个人和团体目标射箭、室内射箭和室外射箭世界冠军的运动员。此外他多次被排在世界第一，最后一次在2005年6月20日。

## 生平
1995年在雅加达举办的室外射箭冠军赛中与意大利队获得银牌，仅次于韩国。在1996年亞特蘭大夏季奧林匹克運動會上他获得单人第6名，与意大利队一起获得铜牌。1997年他再次在室内世界冠军赛上获得铜牌，1999年意大利队获得室内第二名，仅次于澳大利亚队。同年在法国里永他、马泰奥·比夏尼和伊拉里奥·迪博一起获得赛队第一名，战胜韩国队。在2000年夏季奥林匹克运动会的决赛上韩国队得以报复获得金牌，战胜意大利队。2001年弗兰吉利再次参加意大利队，又次于韩国队获得银牌。2003年意大利队获得室内金牌，室外铜牌，弗兰吉利获得单人金牌，成为意大利首名获得金牌的人。在2004年雅典夏季奥林匹克运动会上意大利队仅获得第七名。
8年后弗兰吉利再次参加奥运会，在伦敦与马尔科·加利亚佐和毛罗·内斯波利一起获得男子金牌。
弗兰吉利是意大利空军的军人运动员，他持两项射箭世界纪录。

## 生涯纪录
- 目前世界纪录保持者25米60箭，在2001年11月21日（意大利）：300+298=598
- 目前世界纪录保持者18米60箭，在2001年1月13日（法国）：597
- 目前世界纪录保持者36箭头最后一轮，于2004年3月3日（意大利）：358